# Großer Armsberg
Der Große Armsberg, nahe Gerstungen, ist eine 459,7 m ü. NHN hohe, vollständig bewaldete Erhebung des Richelsdorfer Gebirges auf der Grenze vom Werra-Meißner-Kreis in Hessen zum Wartburgkreis in Thüringen (Deutschland).

## Geographische Lage
Der Große Armsberg liegt im Ostteil des Naturraums Solztrottenwald im Richelsdorfer Gebirge. Er befindet sich etwa zwischen den hessischen Ortschaften Unhausen im Ostnordosten, Blankenbach im Westen und Wölfterode im Westnordwesten sowie dem an der Werra in Thüringen gelegenen Gerstungen im Südosten. Auf den Bergflanken liegt das Waldgebiet Gerstunger Forst und etwa 500 m nordöstlich des Berggipfels auf hessischer Seite das Forstgut Berlitzgrube. Westlicher Nachbar ist der Kleine Armsberg (465,8 m) mit dem jenseits davon gelegenen Armsberg (470,6 m).
In der DDR-Zeit verlief im Rahmen einer breiten Schneise ein Teil der innerdeutschen Grenze über den Großen Armsberg, wobei das Waldgebiet auf thüringischer Seite unzugänglich war.

## Zigeunergrab
Am Wanderweg, der auf dem Grenzstreifen entlangführt, liegt das Grab einer Zigeunerin. Die zugehörige Sage berichtet, sie habe im Dreißigjährigen Krieg den kaiserlichen Feldherren Pappenheim kennengelernt und ihn, als er das Gerstunger Kohlbachtal passieren musste, vor einer Todesgefahr bewahrt. Aus Wut über den missglückten Plan jagte man die Frau und brachte ihr tödliche Wunden bei. Sie wurde unter der Zigeunereiche, beim Lagerplatz ihrer Sippe auf der Landesgrenze beerdigt.